# Големовићи
Големовићи су били српска властелинска породица у доба Деспотовине. Њени најпознатији представници су браћа Ђурађ и Олко (Оливер).
Ђурађ је био дипломата деспота Ђурђа Бранковића (1427—1456), касније челник у Приштини, а опеван је у епским народним песмама као Големовић Ђура. Његов брат је био кефалија Приштине, а након пропасти Деспотовине, ступио је у службу султаније Маре, ћерке деспота Ђурђа. Умро је на њеном имању Јежево, код Сера.